# 市川真人
市川 真人（いちかわ まこと、1971年8月10日 - ）は日本の文芸評論家。「早稲田文学」編集主幹、早稲田大学文学学術院准教授。
前田塁という名義を用いて小説からスポーツ・ギャンブル・社会批評まで幅広く評論活動を展開しているが、この名義は批評ユニットの名であり単なる別名義とは性質が違うと述べている。渡部直己の直弟子でヌーボーロマンをこよなく愛する。

## 経歴
東京都武蔵野市生まれ。
中学では紅野健介に国語を習っていた。
早稲田大学第一文学部文芸専修に入学。当時、文芸専修の主任だった小林茂が怖かったため、「小林茂を倒す会」をクラスの有志3人と作って活動していた。その他、江中直紀、渡部直己、三田誠広らの指導を受ける。卒業制作として三田の指導のもと小説を書くつもりであったが、4年生の頃、渡部の講義でいくつかの理論や作品・批評に出会い感銘を受け、故意に留年して卒制の指導を渡部から受けた。
百貨店勤務を経て近畿大学大学院文芸学研究科修士課程に進学。柄谷行人、島田雅彦、後藤明生らの指導を受ける。
2000年より池田雄一らとともに「早稲田文学」の編集部に参加し、同誌を批評・思想を中心とした誌面づくりに転換する。早稲田文学新人賞のリニューアル、文芸誌初となるCD-ROMやDVDの添付、フリーペーパー「WB」の創刊などの企画を行った。川上未映子『わたくし率 イン 歯ー、または世界』（『早稲田文学0』2007年5月発売）や黒田夏子『abさんご』（『早稲田文学』5号 2012年9月発売）など、大手文芸誌以外からは久々となる芥川賞候補作・受賞作を送り出すことに成功した。
2004年の日本映画『LEFT ALONE』（井土紀州監督作品）に撮影協力。
2004年上期、野村喜和夫とともに『文學界』にて前田塁名義で「新人小説合評」を担当。
2009年から「王様のブランチ」（TBSテレビ）ブック・コメンテーター担当。
2013年4月より早稲田大学文学学術院准教授。
2014年、『文藝』春季号の特集「市川真人、鴻巣友季子が行く！　国境なき文学団」を担当。
2017年3月25日放送分（第1066回）を最後に「王様のブランチ」を卒業した。

## 人物
- 4歳のときに、はじめて留守番をしたご褒美に五味太郎『ぼくはぞうだ』（かがくのとも　福音館書店、1976年2月）を買ってもらった。漫画の存在を7歳になるまで知らなかった。高校3年生のときにパチンコで勝った金で『プロ野球よ！―愛憎コラム集』（冬樹社、初版：1985年9月）を購入。大学1年生のときに塾講師のアルバイトで得た金で『GS』（冬樹社）のバックナンバーを購入[4]。
- アラン・ロブ＝グリエとミシェル・ビュトールの翻訳小説、ジャン・ルノワール 『ピクニック』、金井美恵子 『単語集』、蓮實重彦 『批評あるいは仮死の祭典』、湾岸戦争、阪神・淡路大震災に影響を受けた[4]。
- 村上春樹の短編集ベスト5として、『パン屋再襲撃』『東京奇譚集』『カンガルー日和』『神の子どもたちはみな踊る』『若い読者のための短編小説案内』を挙げた[5]。
- 幻冬舎文庫のおすすめとして、村上龍『5分後の世界』、吉本ばなな『哀しい予感』、高見広春『バトル・ロワイアル』、沖田×華『蜃気楼家族1』、山登義明・大古滋久『もう一度、投げたかった 炎のストッパー津田恒美最後の闘い』、沼正三『家畜人ヤプー』を挙げた[6]。
- 広島カープのファン。2009年10月3日に放送された『王様のブランチ』で「普段は野球場に行って、スクワットをしたり・・・」と発言[7]。
- 「セクシーな大人の女性」について、川端康成の中編小説『眠れる美女』を例に挙げて「「こういうのがセクシー！」的な型にはまった「無差別攻撃」はまだまだコドモむけ」であり、「「大人の女性のセクシー」感は、それを身に纏う女性の側にも、誘惑される男性の側にも（もちろん同性どうしでも）応用力が問われる、一期一会のオーダーメイド、「その相手がセクシーと感じる、他のひとは知らないポイント」をいかに見つけるかが鍵にな」ると述べた[8]。

## 著書

### 単著
- 『芥川賞はなぜ村上春樹に与えられなかったか―擬態するニッポンの小説』幻冬舎新書、2010年7月。
- 『小説の設計図』青土社、2008年3月。 前田塁名義
- 『紙の本が亡びるとき?』青土社、2009年12月。 前田塁名義

### 共著
- 『ミニコミ2.0 ミニ・コミュニケーションとメディアの行方』東浩紀、宇野常寛、市川真人、片桐孝憲、黒瀬陽平、小林弘人、新城カズマ、そらの、津田大介、西田亮介、橋本倫史、速水健朗、湯川鶴章、李明喜との共著（市川は西田と「メディアと流通の未来」と題した対談を行っている）　KAI-YOU、2011年2月。
- 『韓国・朝鮮の知を読む』野間秀樹、谷川俊太郎、柄谷行人、桜井 泉、申 京淑、玄 月、津島 佑子、戸田 郁子、中上紀、西川美和、中村文則、古家 正亨、星野智幸、松永美穂、山本 義隆、四方田犬彦、和田春樹、関川夏央との共著　クオン、2014年2月。
- 『やっぱりカープが好きじゃけん』尾関高文責任編集　あさ出版、2016年11月。
- 『現代日本の批評 1975-2001』東浩紀・大澤聡・福嶋亮大との共著　講談社、2017年11月。
- 『現代日本の批評 2001-2016』東浩紀・大澤聡・佐々木敦・さやわかとの共著　講談社、2018年2月。

### 連載
- コラム「賭博：夢：未来」（「genron etc.」）

### 編集
- 『早稲田文学 2015年秋号』市川真人責任編集　筑摩書房、2015年8月。

## イベントへの参加
- 2008年4月29日（火・祝）18:00～20:00　「『小説の設計図(メカニクス)』(青土社)刊行記念　市川真人（前田塁）＋川上未映子トークショー＆サイン会」青山ブックセンター本店内・カルチャーサロン青山
- 2008年5月18日（木）18:30～　「日本文学再生会議　宇野常寛×市川真人」ジュンク堂新宿店
- 2008年10月19日（日）10:30～20:30　「文芸批評と小説あるいはメディアの現在から未来をめぐって」[9]早稲田大学国際会議場（井深大記念ホール）
  - 出演：東浩紀、池田雄一、宇野常寛、大森望、佐々木敦、新城カズマ、千野帽子、豊崎由美、中森明夫、福田和也、前田塁（＋市川真人）、芳川泰久、渡部直己
- 2010年2月18日（木）19:00～21:00　「前田塁×新城カズマトークセッション」ジュンク堂書店新宿店　8階喫茶コーナー
- 2010年6月26日（土）　「六本木詩人会交差点2010　詩の在処へ」ホテルアイビス六本木（アイビスホール）
  - 第1部「詩の在処へ　～佐々木敦『文学拡張マニュアル』・前田塁『紙の本が亡びるとき？』をめぐって～」 佐々木敦×前田塁×和合亮一鼎談
- 2012年3月12日　18:00～20:30、「FREEKS 1.0×電子書籍」先端技術館@TEPIA（TEPIAホール）
  - 赤松健・斉藤大地・佐々木俊尚・水野隆とのトークセッション
- 2013年12月18日　19:00 - 21:00、「本当の文芸評論の話をしよう：ジェンダー、キャラクター、想像力 ――『セカイからもっと近くに』（東京創元社）刊行記念」ゲンロンカフェ
  - 東浩紀との対談。
- 2014年2月6日（木）19:30 ～　「「向井豊昭傑作集」（未來社）刊行記念トークセッション　反骨と哄笑の文学」ジュンク堂書店池袋店
  - 岡和田晃との対談。
- 2014年2月21日　「アミダクジ式ゴトウメイセイ文学談義VOL.1」マルノウチ リーディング スタイル
  - 後藤明生について阿部和重と対談。
- 2014年4月11日　「アミダクジ式ゴトウメイセイ文学談義vol.2」マルノウチリーディングスタイル
  - いとうせいこうとの対談。
- 2014年5月17日　「『批評空間』以降に文学は？：市川真人の現代文学講座#1──ジャンルを超えること、文学であること」ゲンロンカフェ
  - 奥泉光との対談。
- 2014/08/21　「『批評空間』以降に文学は？：市川真人の現代文学講座 #2――言葉の「芸」の行方、あるいは強いられるものをめぐって」ゲンロンカフェ
  - 中森明夫との対談
- 2014年9月29日（月）16:30～18:00　「東浩紀×市川真人トークショー」早稲田大学大隈記念講堂 大講堂[10]
- 2014年11月11日　19:00～21:00、「対談 ： パトリック・ラペイル＆市川真人」[11]アンスティチュ・フランセ東京 エスパス・イマージュ
- 2016年6月23日　「WASEDAサポーターズ倶楽部エグゼクティブ・フォーラム2016　夏」
  - 重松清との対談。